# Restaurant Gran Dragón
El Gran Dragón fou el primer restaurant xinès de Barcelona, Catalunya i l'Estat Espanyol, fundat per Peter Yang Pai Te el 14 de novembre del 1958 per a donar una feina als xinesos emigrants. El primer local que va ocupar fou al número 5 del carrer Ciutat, cantonada amb el carrer Reda de Sant Just. Obrí amb capacitat per a 60 persones distribuïdes en 15 taules i una carta de cent plats on l'estrella eren els rotllos de primavera. Tancà el 1970 per problemes econòmics.
Va traçar el camí per a l'obertura d'altres restaurants xinesos de Barcelona com el Ciudad Prohibida del passatge Colom, el Hong Kong del carrer Calàbria o el Pekín que obrí al carrer Córsega. Uns 25 anys després de l'obertura del primer restaurant xinès, el 1983, entre els 2.200 restaurants de Barcelona n'hi havia 55 que oferien cuina xinesa inspirats en el Gran Dragón.